# Vjačeslav Vedenin
Vjačeslav Petrovič Vedenin (in russo Вячеслав Петрович Веденин?; Sloboda, 1º ottobre 1941 – Mosca, 22 ottobre 2021) è stato un fondista sovietico.

## Palmarès

### Olimpiadi invernali
- Oro a Sapporo 1972 nei 30 km.
- Oro a Sapporo 1972 nella staffetta 4x10 km.
- Argento a Grenoble 1968 nei 50 km.
- Bronzo a Sapporo 1972 nei 50 km.

### Mondiali
- Oro a Vysoké Tatry 1970 nei 30 km.
- Oro a Vysoké Tatry 1970 nella staffetta 4x10 km.
- Argento a Vysoké Tatry 1970 nei 50 km.